# Ferrocarril del Valle del infierno
Ferrocarril del Valle del infierno (en alemán:Höllentalbahn) es el nombre de la línea de ferrocarril que discurre a través del valle del mismo nombre en la Selva Negra. La línea conecta la ciudad de Friburgo de Brisgovia, en el suroeste del estado federado alemán de Baden-Wurtemberg, con Donaueschingen, a una distancia de 74,7 km. El tramo más famoso e impresionante es la sección de Friburgo a Neustadt. Entre la estación de Himmelreich (literalmente: Reino del cielo) en el término municipal de Buchenbach y la estación de Titisee supera una diferencia de altitud de casi 600 m. Es la vía férrea más escarpada de Alemania. Atraviesa la Barranca del Ravenna por el Puente del Ravenna.